# Syzygium sandwicense
Syzygium sandwicense (synoniem: Eugenia sandwicensis, Hawaïaans: hā; ʻōhiʻa hā) is een plant uit de mirtefamilie (Myrtaceae). Het is een tot 25 m hoge boom, die endemisch is op Hawaï en onder andere op Maui voorkomt. De soort komt voor in vochtige wouden en moerassen op bergruggen en hellingen tussen de 230 en 1220 m op de meeste grote eilanden. De boom heeft een zwarte schors en donkergroene bladeren. De bloemen zijn wit.
De vruchten zijn rijp 8,5 mm in diameter, rood van kleur en eetbaar. Het hout wordt gebruikt als brandstof, voor de huizenbouw en voor het vervaardigen van kano's. De schors wordt gebruikt voor het maken van een zwarte kleurstof.

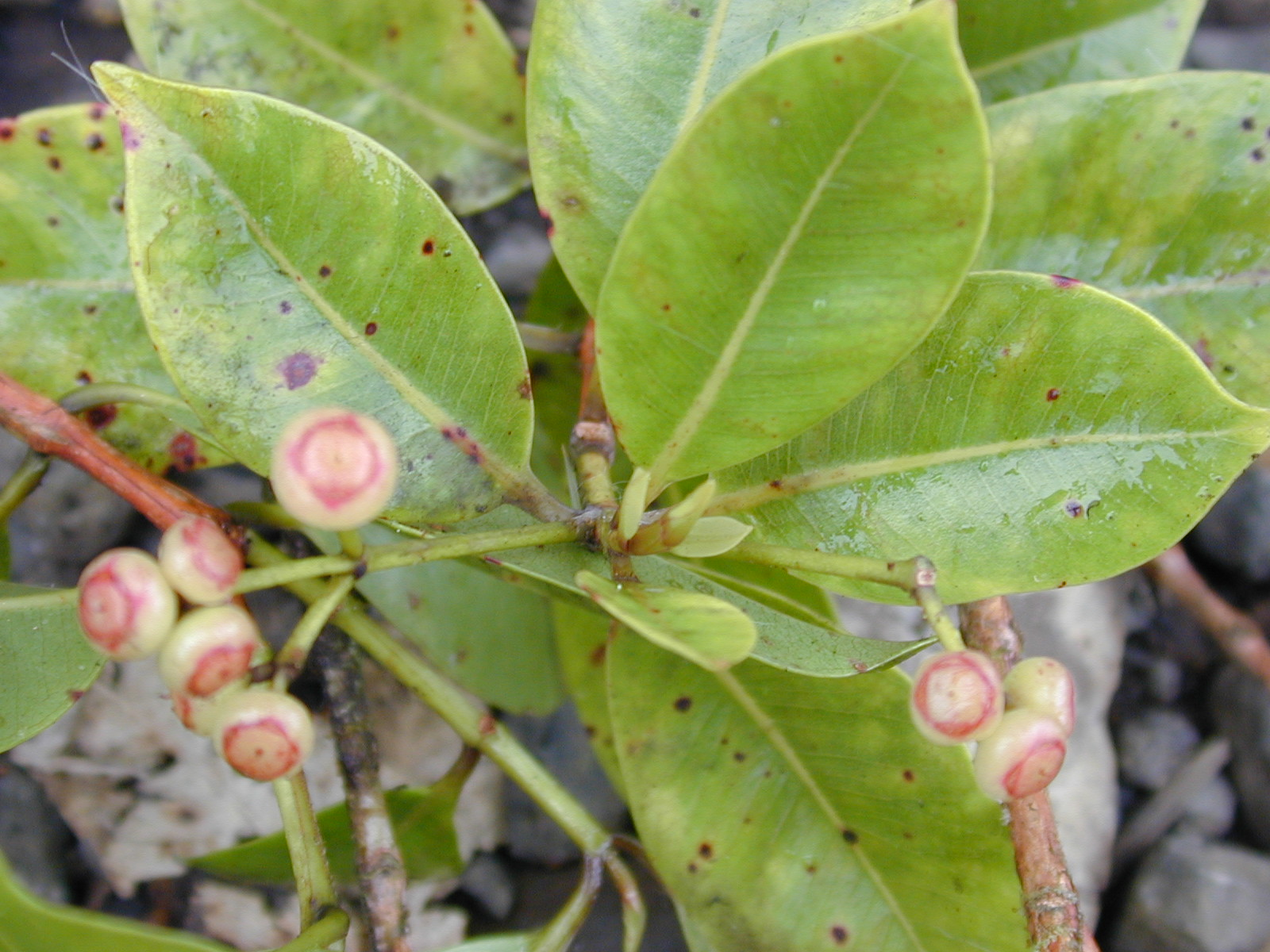
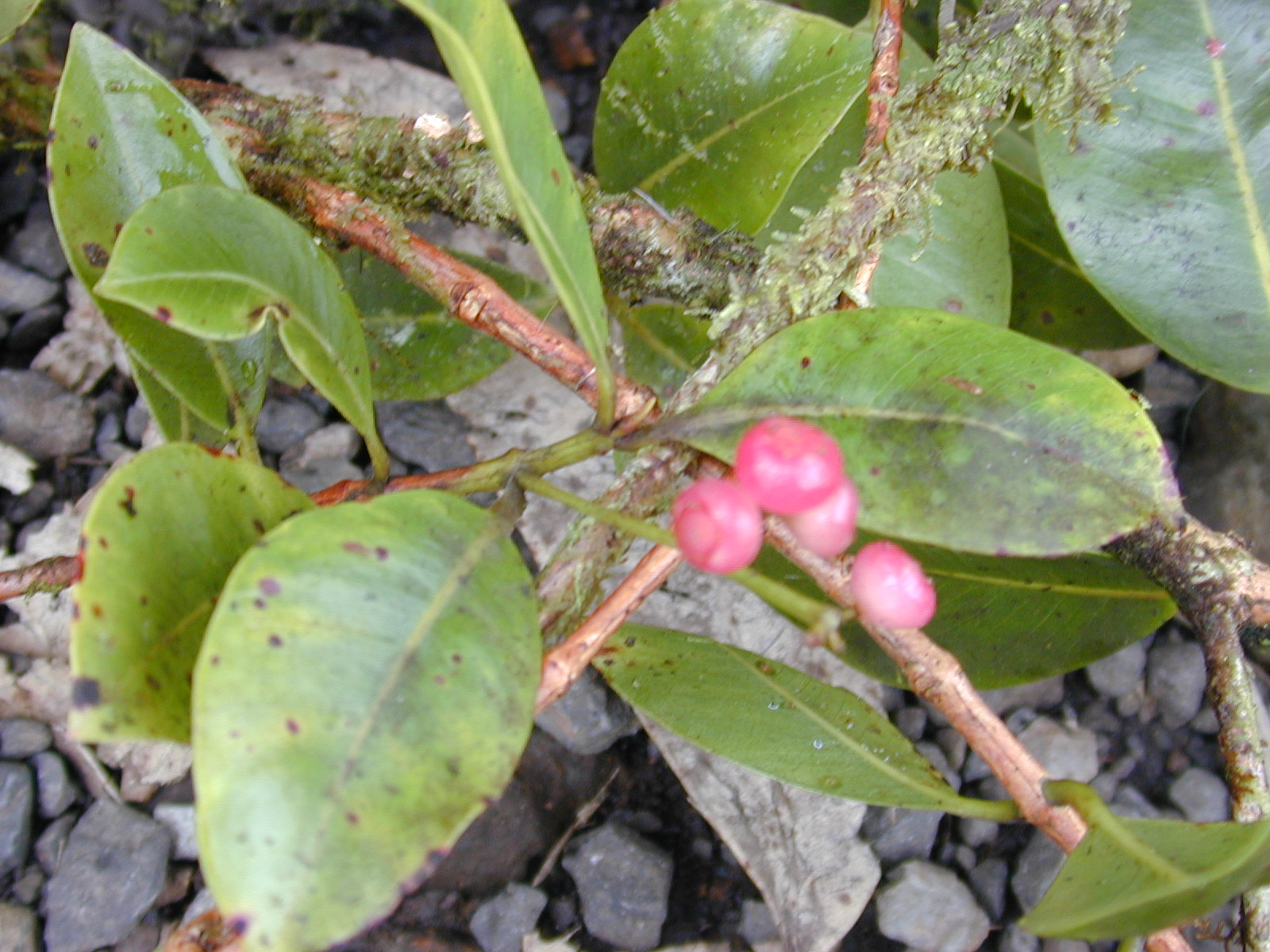
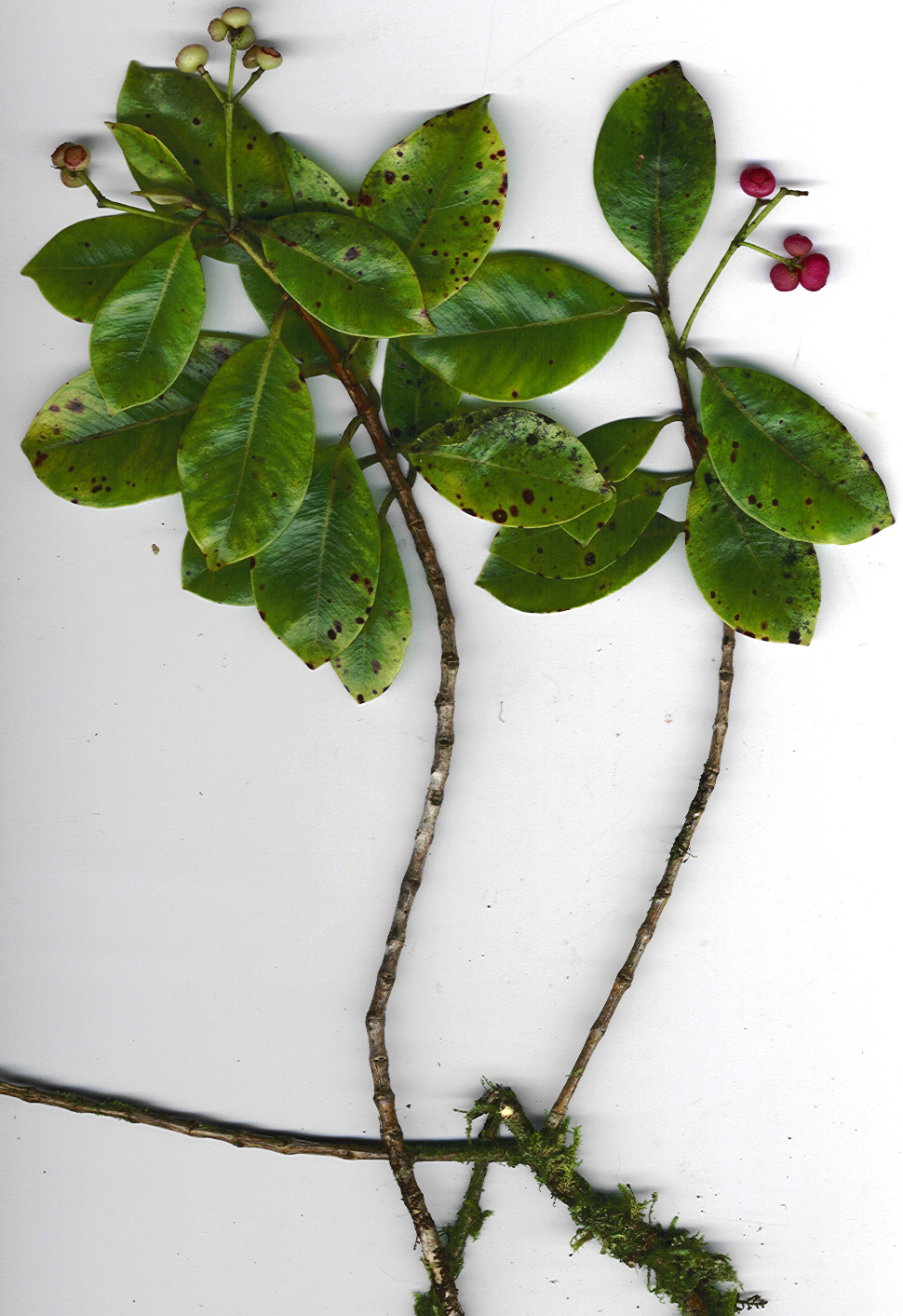